# Christian Dell
Christian Dell (Offenbach am Main, 24 febbraio 1893 – Wiesbaden, 18 luglio 1974) è stato un designer tedesco specializzato nella lavorazione dell'argento.
Ha insegnato alla Bauhaus nel periodo che era a Weimar.
Durante il periodo nazista, Walter Gropius, gli offrì un lavoro negli Stati Uniti, ma preferì rimanere in Germania.
Dopo la seconda guerra mondiale aprì una gioielleria a Wiesbaden che operò fino al 1955.